# Itaru Oki

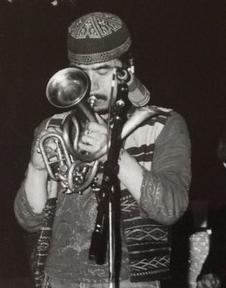
Itaru Oki auf dem Jazzfestival St. Ingbert (1988)

Itaru Oki (jap. 沖 至, Oki Itaru; * 10. September 1941 im Suma-ku, Kōbe, Präfektur Hyōgo; † 25. August 2020 in Paris) war ein japanischer Jazztrompeter und -kornettist. Er gehörte zur ersten Generation des Free Jazz in Japan.

## Leben und Wirken
Oki stammte aus einer musikalischen Familie; sein Vater spielte Shakuhachi, seine Mutter war eine Koto-Meisterin. Nach Anfängen in der klassischen Musik wechselte er in der Highschool mit vierzehn Jahren zur Trompete. Er spielte zunächst in der Brassband seiner Schule, bevor er Schüler von Fumio Nanri, einem bedeutenden Jazzmusiker Japans, wurde. Als Architekturstudent war er 1959 Mitglied einer Dixieland-Band. 1964 interessierte er sich für Modern Jazz und war an einem Workshop von Kenny Dorham in Ōsaka beteiligt; im folgenden Jahr zog er nach Tokio, wo er an Kursen von Sadao Watanabe teilnahm.
Oki wurde professioneller Jazzmusiker und spielte in verschiedenen japanischen Bands. 1969 kam er als Mitglied der Kanno Group erstmals nach Europa, wo er beim Jazzfestival in Ljubljana auftrat. Dann gehörte er unter anderem der ESSG Band von Masahiko Togashi ein. 1974 ließ er sich in Frankreich nieder, zunächst in Paris, später in Lyon. Von dort aus tourte er zunächst häufig mit der Gruppe Message from Japan. 1977 trat er mit dem Quartett von Noah Howard in Berlin auf (Live-Album Schizophrenic Blues) und gründete mit Michel Pilz und Buschi Niebergall ein Trio. Er spielte auch mit Alan Silva, Noel McGhie, François Cotinaud, Tchangodei/Kent Carter, Sunny Murray sowie Claudine François und leitete eigene Gruppen. In Deutschland war Itaru in den letzten Jahren zusammen mit dem Tänzer Tadashi Endo und dem Pianisten Masahiko Satō sowie im Quartett mit Michel Pilz, Christian Ramond und Klaus Kugel zu hören.

## Diskographische Hinweise
- Phantom Note (1975; Offbeat/doubtmusic, mit Yoshiaki Fujikawa, Keiki Midorikawa, Hozumi Tanaka)
- Mirage (1977; Polystar, mit Takashi Kako, Keiki Midorikawa, Masahiko Togashi)
- One Year – Afternoon & Evening (1979; FMP, mit Michel Pilz und Ralf R. Hübner)
- Texture Sextet, Polygammes (1983) mit François Cotinaud, Denis Colin, Didier Petit, Michel Coffi, Pierre Jacquet
- Michel Pilz Quartet: Jamabiko (1983; Trion, mit B. Niebergall und Muhammad Ali)
- Tchangodei / Itaru Oki / Kent Carter Jeux d’Ombres (Volcanic Records 1993)
- Concert with Strings (Whats New 1998, mit Takeshi Shibuya, Keiki Midorikawa, Hideaki Mochizuki, Yasuhiro Shibagaki)
- Live (2004; Polystar, mit Keizo Nobori, Natsuki Tamura, Satoko Fujii, Hiroshi Funato, Jin Mitsuda)
- Nobusiko (2010; Improvising Beings) mit Benjamin Duboc
- Chorui Zukann (2014; Improvising Beings, solo)
- Itaru Oki, Axel Dörner: Root of Bohemian (Improvising Beings 2015)
- Itaru Oki, Lena Circus: Zanshin (Improvising Beings 2016), mit Antoine Letellier, Guillaume Arbonville, Nicolas Moulin
- Itaru Oki, Nobuyoshi Ino, Choi Sun Bae: Kami Fusen (NoBusiness Records 2017)
- Live at Jazz Spot Combo 1975 (NoBusiness 2021)

## Lexigraphische Einträge
- Encyclopedia of Jazz Musicians (Seite nicht mehr abrufbar, festgestellt im August 2020. Suche in Webarchiven)